# Acorynus
Acorynus är ett släkte av skalbaggar. Acorynus ingår i familjen plattnosbaggar.

## Dottertaxa tillAcorynus, i alfabetisk ordning[1]
- Acorynus aemulus
- Acorynus alboguttatus
- Acorynus altilis
- Acorynus amaurus
- Acorynus anacis
- Acorynus analis
- Acorynus anchis
- Acorynus anthinus
- Acorynus anthriboides
- Acorynus apatelus
- Acorynus apatenioides
- Acorynus apicalis
- Acorynus apicinotus
- Acorynus aratus
- Acorynus aspersus
- Acorynus bacillosus
- Acorynus batjanensis
- Acorynus benitensis
- Acorynus bicornis
- Acorynus bifurcus
- Acorynus biguttatus
- Acorynus bimaculatus
- Acorynus biplagiatus
- Acorynus bothrinus
- Acorynus brevis
- Acorynus cadarus
- Acorynus caenonus
- Acorynus caffer
- Acorynus calcaratus
- Acorynus callistus
- Acorynus carinifrons
- Acorynus ceylonicus
- Acorynus cineraceus
- Acorynus cinereomaculatus
- Acorynus cingalus
- Acorynus clathratus
- Acorynus cludus
- Acorynus coalitus
- Acorynus collaris
- Acorynus confinis
- Acorynus conradti
- Acorynus coomani
- Acorynus cordiger
- Acorynus croceus
- Acorynus cruralis
- Acorynus cylindricus
- Acorynus detritus
- Acorynus dicyrtus
- Acorynus diops
- Acorynus discicollis
- Acorynus disclusus
- Acorynus discoidalis
- Acorynus distichus
- Acorynus distinguendus
- Acorynus divortus
- Acorynus dohertyi
- Acorynus dohrni
- Acorynus drescheri
- Acorynus dryasis
- Acorynus emarginatus
- Acorynus energis
- Acorynus enganensis
- Acorynus expansus
- Acorynus fenestratus
- Acorynus flavipunctum
- Acorynus frontalis
- Acorynus geometricus
- Acorynus gitonus
- Acorynus gitosus
- Acorynus gracilentus
- Acorynus griseoniger
- Acorynus grisescens
- Acorynus guttatus
- Acorynus homospilus
- Acorynus jeanneli
- Acorynus labidus
- Acorynus laenatus
- Acorynus laevicollis
- Acorynus latens
- Acorynus leitensis
- Acorynus leptis
- Acorynus lewisi
- Acorynus ligatus
- Acorynus lineolatus
- Acorynus litigiosus
- Acorynus luteago
- Acorynus luteus
- Acorynus luzonicus
- Acorynus malaisei
- Acorynus manifestus
- Acorynus marginellus
- Acorynus melanopus
- Acorynus mentawensis
- Acorynus mesotaenia
- Acorynus molitor
- Acorynus montosus
- Acorynus morbillosus
- Acorynus mosonicus
- Acorynus mundellus
- Acorynus musivus
- Acorynus nemoris
- Acorynus nessiarops
- Acorynus neuricus
- Acorynus niasicus
- Acorynus nigrans
- Acorynus nigrinus
- Acorynus obliquus
- Acorynus oceani
- Acorynus olivaceus
- Acorynus pachys
- Acorynus pais
- Acorynus pallipes
- Acorynus pardus
- Acorynus paris
- Acorynus parvulus
- Acorynus passerinus
- Acorynus peosinus
- Acorynus phebus
- Acorynus picturatus
- Acorynus pictus
- Acorynus punctatus
- Acorynus punctipennis
- Acorynus quadripartitus
- Acorynus rantus
- Acorynus ravidus
- Acorynus retusus
- Acorynus rhodius
- Acorynus rufus
- Acorynus rusticus
- Acorynus salvazai
- Acorynus samaranus
- Acorynus saphis
- Acorynus saxidius
- Acorynus scalaris
- Acorynus scitinus
- Acorynus scobis
- Acorynus siamensis
- Acorynus similis
- Acorynus simulatus
- Acorynus sinuatus
- Acorynus slamatus
- Acorynus solutus
- Acorynus sporadis
- Acorynus stramineus
- Acorynus striatus
- Acorynus striolatus
- Acorynus subdolus
- Acorynus sulcicollis
- Acorynus sulcirostris
- Acorynus teuches
- Acorynus tolianus
- Acorynus tonkinianus
- Acorynus transiens
- Acorynus trilineatus
- Acorynus triplaris
- Acorynus trivittatus
- Acorynus tuberculata
- Acorynus uniformis
- Acorynus validus
- Acorynus wallacei
- Acorynus velatus
- Acorynus vergens
- Acorynus whiteheadi
- Acorynus vicinus
- Acorynus vitticollis
- Acorynus xanthurus
- Acorynus ypsilon
- Acorynus zonatus